# Jan Jeřábek (hudebník)
Jan Jeřábek (* 15. května 1962 Praha) je český grafolog, psychoterapeut a písničkář.
Předseda České grafologické komory. Do roku 2003 působil také jako hudební antikvář. Absolvent katedry kulturologie na FF UK, PhDr..
V roce 1990 zvítězil v písničkářské soutěži O ptáka Noha.
V roce 2014 založil Institut pro integrativní přístup v psychoterapii.
Jeho biografie je zahrnuta do publikace Who is who.

## Skupiny a spolupracovníci
- alternativní rocková skupina Před Vaším Letopočtem (Vlastislav Matoušek, František Janče, Jan Jeřábek)
- bezejmenné trio s Janem Burianem a Františkem Jančem
- nejčastěji vystupoval a nahrával s písničkářem a kytaristou Františkem Jančem a členy Majerových Brzdových Tabulek Antonínem Bernardem a Vítkem Kahlem.
- je členem volného sdružení Osamělí písničkáři

## Diskografie
- Před Vaším Letopočtem - Primus 1990
- Nejprodávanější deska - Před Vaším Letopočtem, Panton 1991
- Buď moje slunce – Jan Burian, Jan Jeřábek, František Janče, Primus 1992
- V samomluvě – Gallup 1995
- Vypadáte opravdu dobře - Gallup 1996
- To srdce – Indies 2001
- Mýlíš se řekla láska – Jidášek records 2003
- Tuláci v zrcadlovém sále – Galén, 2010 – s Irenou a Vojtěchem Havlovými
- Mýlíš se, řekla Láska – Galén, 2012 – s Janem Burianem, Františkem Jančem, Antonínem Bernardem a Vítem Kahlem.
- Otisky příběhů ze snů – Galén, 2013 – hosté: Jan Burian, Jana Ježková, Andrea Landovská, Vlastislav Matoušek, Marka Míková, Petr Nikl, Jiří Smrž, Martina Trchová, Petr Váša a Ondřej Ježek.
- Turniketem do ráje – Galén, 2015 – společné album volného sdružení Osamělí písničkáři.
- Šťastné a osamělé- Galén, 2020, Osamělí písničkáři
- Nejprodávanější deska- Před vaším letopočtem, digitální vydání se sleeve-notem Pavla Klusáka, Supraphon, 2024

## Publikace
- Čistý průstřel, Pražská Imaginace, Praha 1995 ISBN 80-7110-129-X
- Já tomu říkám Zen, jak tomu říkáš ty, ČGK, Praha 1995 ISBN 80-901949-0-7
- Odtékám, výběr z písňových textů, Jidášek books, Praha 2001
- Grafologie - více než diagnostika osobnosti, 5. rozšířené vydání, Argo, Praha 2005 ISBN 80-7203-524-X
- Sítě vnitřního umění – hovory Boženy Správcové s Janem Jeřábkem o grafologii, psychoterapii a kontextu snového krokodýla, L. Kasal, Praha 2005 ISBN 80-903465-6-1
- V. Schönfeld: Učebnice vědecké grafologie (4. vydání) - odborně přepracoval, napsal předmluvu a doplnil interpretačními tabulkami, Elfa 2007 ISBN 978-80-8643-910-5
- Grafologie - více než diagnostika osobnosti, 6. rozšířené vydání, Argo, Praha 2015 ISBN 978-80-257-1141-5
- Grafologie a všímavost, Argo, Praha 2020 ISBN 978-80-257-3261-8
- Všímavost pro snížení stresu, lepší vztahy a vnitřní klid (s cca 60 minutovou nahrávkou praktických cvičení), Argo, Praha 2021 ISBN 978-80-257-3421-6
- Grafologie-více než diagnostika osobnosti, 7. rozšířené vydání, Argo, Praha 2023

## Překlady
- Wolfe Lowenthal: Nic Vám netajím, Argo, Praha 2001, 2005
- Cheng Man-čching: Zjednodušená metoda Tchaj-ťi čchuan, Argo, Praha 2005
- Klára G. Romanová: Rukopis - klíč k osobnosti, Argo, Praha 2012, přeložila Milena Jeřábková, odborná a jazyková revize, biografie a text na obálce Jan Jeřábek